# Simon Steen-Andersen
Simon Steen-Andersen (Odder, 24 april 1976) is een Deense componist, regisseur, performer en mediakunstenaar.

## Biografie
Steen-Andersen studeerde tussen 1998 en 2006 compositie bij Karl Aage Rasmussen in Aarhus, Mathias Spahlinger in Freiburg, Gabriel Valverde in Buenos Aires en Bent Sørensen in Kopenhagen. Sinds 2008 doceert hij compositie aan Det Jyske Musikkonservatorium in Aarhus, en sinds 2018 aan de Hochschule der Künste in Bern. In 2016 werd hij lid van de Duitse Academie voor de Kunsten en in 2018 werd hij benoemd tot lid van de Koninklijke Zweedse Muziekacademie. Hij woont in Berlijn.
Steen-Andersens originele en compromisloze composities bevinden zich vaak in een grijs ('transdisciplinair') gebied tussen verschillende kunstvormen. Zijn werk varieert van instrumentale muziek, doorgaans met gebruikmaking van een hele reeks uitvoeringstechnieken en elektronische elementen, tot video-optredens. Zijn composities zijn over de hele wereld uitgevoerd. Hij componeerde in opdracht van onder meer Ensemble Modern, Ensemble Recherche, MusikFabrik, Les Percussions de Strasbourg, Jack Quartet, Deens Radio Symfonieorkest, Göteborg Symfonieorkest, SWR Symfonieorkest Baden-Baden en Freiburg, Staatsoper Unter den Linden, Opéra national du Rhin en Münchener Biënnale.

## Werk (kleine selectie)
- Strijkkwartet (1999)
- RunTime Error (2009-2022).
- On And Off And To And Fro (2008) voor sopraansaxofoon, vibrafoon, contrabas en drie spelers met megafoons
- Black Box Music (2012) voor slagwerksolo, versterkte 'zwarte doos', vijftien instrumenten en video.
- Piano Concerto (2014) voor piano, sampler, orkest en video
- TRIO (2019) voor orkest, koor, bigband en video.

Typerend voor zijn uitdagende spel met bestaande conventies is Black Box Music. De dirigent is de slagwerker en voert zijn taken uit met zijn handen in de versterkte 'zwarte doos'. Het ensemble speelt niet op het podium, maar op drie locaties rond het publiek, onder leiding van een videoprojectie van de dirigent die het podium betreedt.

## Prijzen en onderscheidingen (selectie)
Tot de vele prijzen die aan Steen-Andersen zijn toegekend behoren de SWR Orchesterpreis (tweemaal), de Mauricio Kagel Muziekprijs, de Ernst von Siemens Muziekprijs, de Nordic Council Music Prize, de Ereprijs Carl Nielsen en de eerste prijs op het International Rostrum of Composers.